# Bousignies
Bousignies település Franciaországban, Nord megyében. Lakosainak száma 344 fő (2022. január 1.). Bousignies Rosult, Tilloy-lez-Marchiennes, Brillon és Millonfosse községekkel határos.

## Népesség
A település népességének változása:
| Lakosok száma | 313  | 322  | 330  | 333  | 343  | 348  | 354  | 349  | 344  |
|               | 2013 | 2015 | 2016 | 2017 | 2018 | 2019 | 2020 | 2021 | 2022 |